# 1. division 1948-1949
La 1. Division 1948-1949 è stata la 36ª edizione della massima serie del campionato danese di calcio conclusa con la vittoria del KB, al suo decimo titolo e secondo consecutivo.
Capocannoniere del torneo fu Jørgen Leschly Sørensen dell'Odense con 16 reti.

## Classifica finale
|    | Classifica         | G  | V  | N | P  | GF | GS | DR  | Pti |
| -- | ------------------ | -- | -- | - | -- | -- | -- | --- | --- |
| 1  | KB                 | 18 | 12 | 3 | 3  | 37 | 17 | +20 | 27  |
| 2  | AB                 | 18 | 9  | 4 | 5  | 46 | 32 | +14 | 22  |
| 3  | AGF                | 18 | 8  | 3 | 7  | 36 | 31 | +5  | 19  |
| 4  | Køge BK            | 18 | 8  | 3 | 7  | 37 | 34 | +3  | 19  |
| 5  | Odense             | 18 | 9  | 1 | 8  | 49 | 51 | -2  | 19  |
| 6  | B 1903             | 18 | 7  | 4 | 7  | 32 | 29 | +3  | 18  |
| 7  | Østerbros Boldklub | 18 | 7  | 4 | 7  | 34 | 39 | -5  | 18  |
| 8  | BK Frem            | 18 | 8  | 1 | 9  | 32 | 35 | -3  | 17  |
| 9  | B 93               | 18 | 3  | 6 | 9  | 20 | 31 | -11 | 12  |
| 10 | B 1909 (*)         | 18 | 3  | 3 | 12 | 18 | 42 | -24 | 9   |

(*) Squadra neopromossa

## Verdetti
- KB Campione di Danimarca 1948-49.
- B 1909 retrocesso.